# Édouard Muller (homme politique)
Pour les articles homonymes, voir Édouard Müller (homonymie) et Muller.
Édouard Muller est un homme politique français né le 19 septembre 1843 à Paris et mort le 26 avril 1917 à Machuraz (Ain).

## Biographie
Avocat à Paris jusqu'en 1870, il devient ensuite associé dans une banque parisienne et s'occupe de ses propriétés. Conseiller d'arrondissement en 1873, maire de Reignac-sur-Indre, il est député d'Indre-et-Loire de 1890 à 1893, siégeant avec les boulangistes.

## Sources
- « Édouard Muller (homme politique) », dans le Dictionnaire des parlementaires français (1889-1940), sous la direction de Jean Jolly, PUF, 1960 [détail de l’édition]